# El Seed
eL Seed, född 1981, är en fransk-tunisisk konstnär. Han är främst känd för sin blandning av arabisk kalligrafi och graffiti, som han kallar kaligraffiti. 
eL Seed växte upp i en tunisisk familj i Paris. Namnet eL Seed började som en tag när han som sextonåring läste Pierre Corneilles El Cid. 2004 upptäckte han den arabiska kalligrafin, som kom att få stort inlyftande på honom. 2006 flyttade han till New York, och 2008 till Montréal, där han nu bor. 
Han säger sig ha influerats av konstnärerna Hassan Massoudy och Nja Mahdaoui.
Under senare år har eL Seed blivit känd världen över, och han har fått många uppdrag. I september 2012 fick han uppdraget att på ena sidan av minareten i stora moskén i Gabès måla ett korancitat. I april 2013 utförde han 52 fresker vid avenyn Salwa Road i Doha. 2015-2016 har han (utan offentligt uppdrag) lett arbetet med en gigantisk målning på husfasader i ett fattigt koptiskt område av Kairo. 

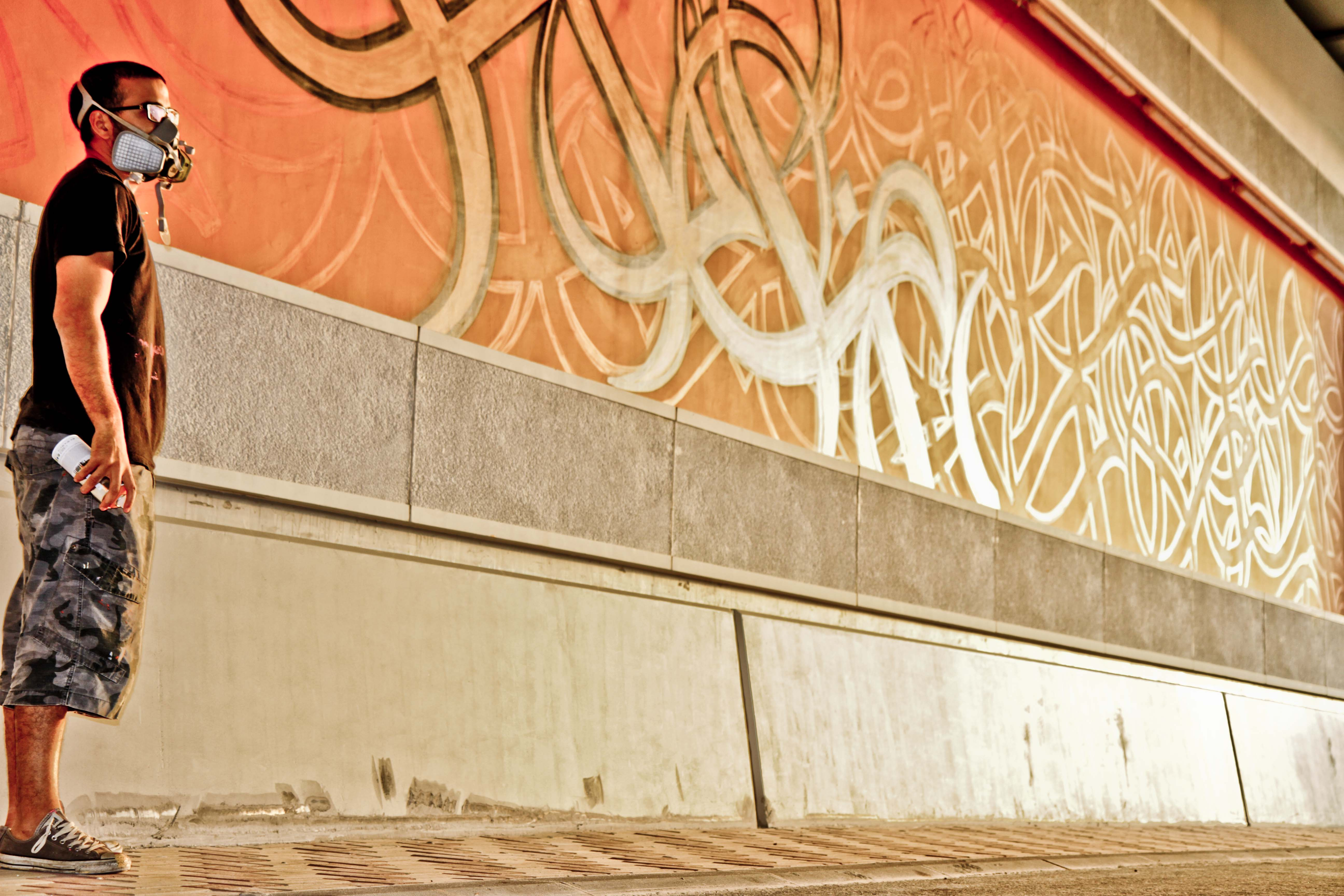
Salwa Road i Doha
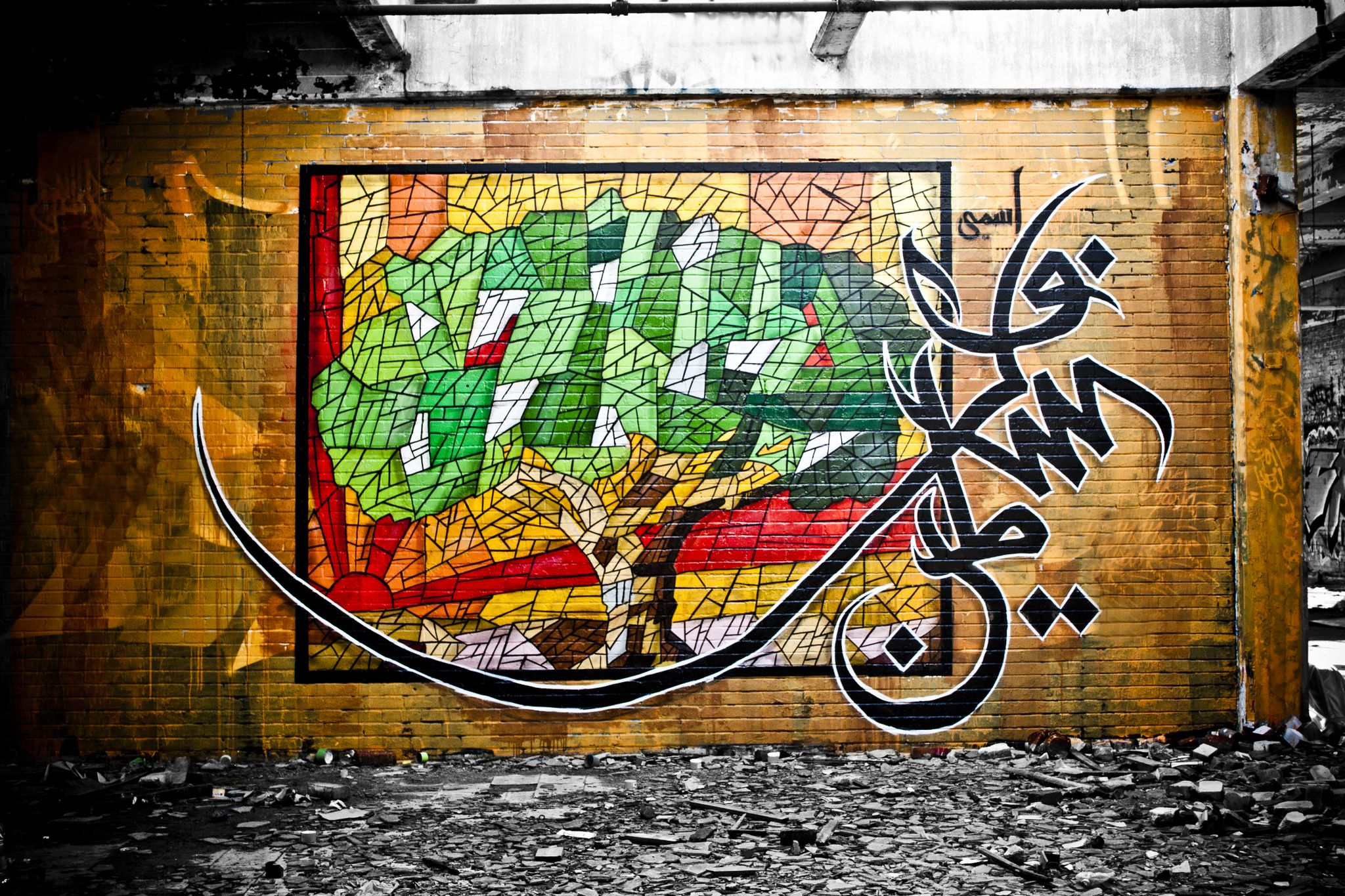
"My name is Palestine", Montréal 2010
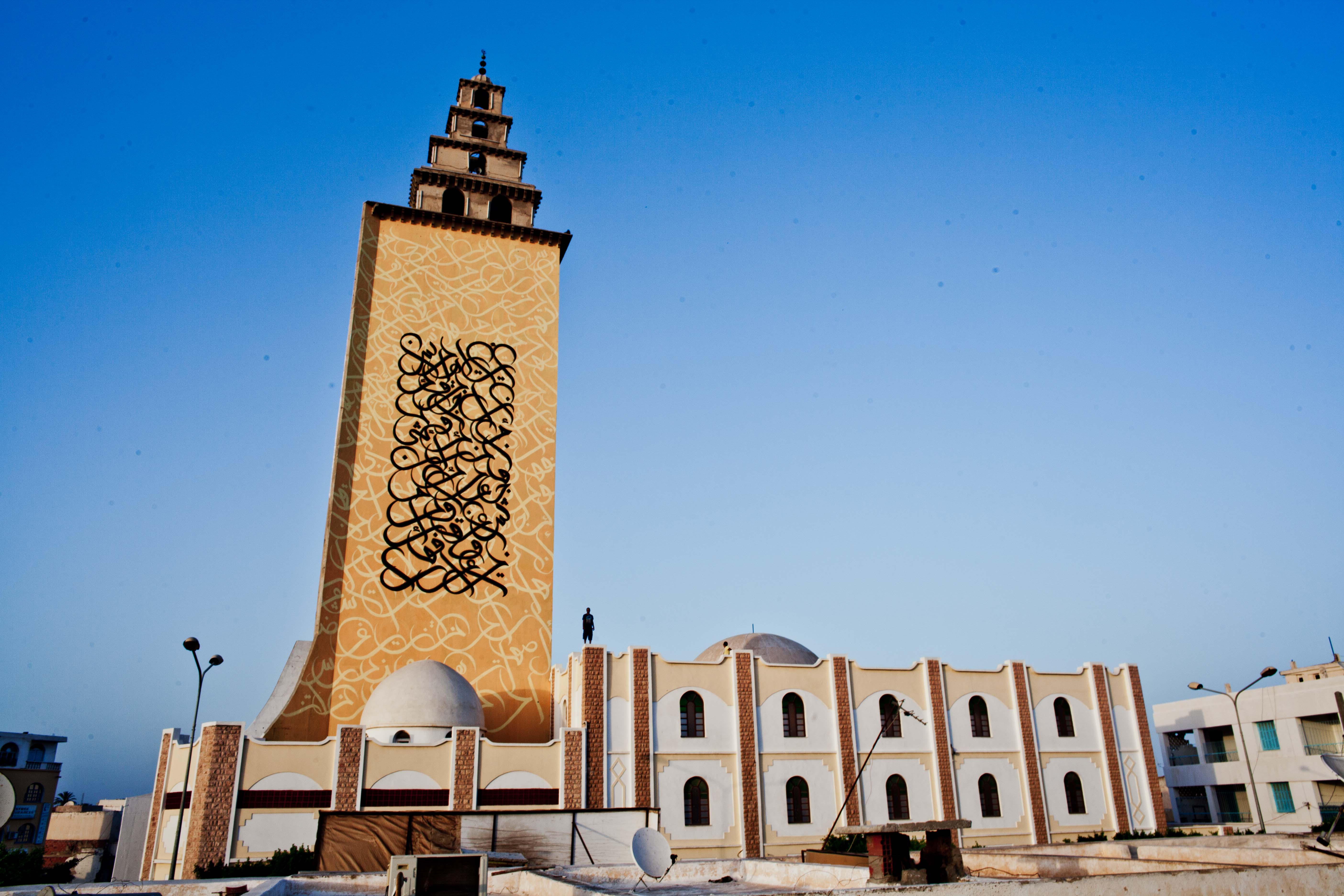
Jara-moskén i Gabès
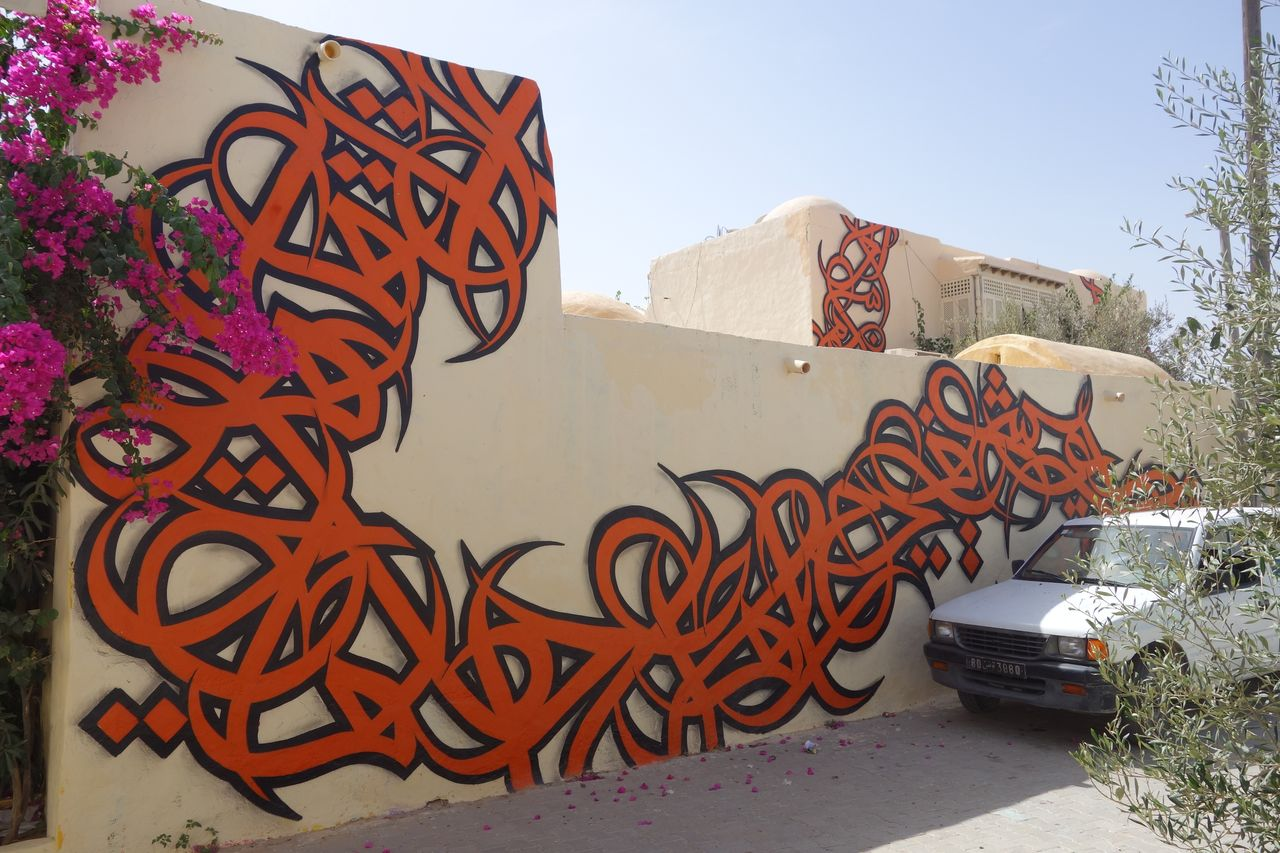
Djerbahood[2] på Djerba i Tunisien